# Czajkyne
Czajkyne (ukr. Чайкине) – wieś w północnej Ukrainie, w rejonie nowogrodzkim obwodu czernihowskiego. Mieszka w niej 296 osób.
9 sierpnia 1938 roku urodził się tam Łeonid Kuczma, w latach 1994–2005 prezydent Ukrainy.